# Nemopterella africanus
Nemopterella africanus là một loài côn trùng trong họ Nemopteridae thuộc bộ Neuroptera. Loài này được Leach miêu tả năm 1815.